# 叉尾南鰍
叉尾南鰍（學名：Schistura caudofurca）為輻鰭魚綱鯉形目條鰍科南鰍屬的其中一種。分布於亞洲中國及越南紅河流域，體長可達6.7公分，棲息在河川底中層水域，生活習性不明。

## 扩展阅读
- 維基物種上的相關：叉尾南鰍